# Faux permis, vrais ennuis
Faux permis, vrais ennuis (France) ou Bart sur les routes (Québec) (Bart on the Road) est le 20e épisode de la saison 7 de la série télévisée d'animation les Simpson.

## Synopsis
Pour fermer l'école un jour plus tôt, Skinner décide que cette dernière journée avant les vacances soit une journée pendant laquelle les élèves sont avec leurs parents pendant que ceux-ci travaillent. Lisa est avec Homer et Bart est avec Marge. Mais, à cause de Lisa, Bart est obligé d'être avec Patty et Selma (dans le centre des permis de conduire). Après s'être fait faire un faux permis, Bart profite de l'argent gagné par Martin pour louer une voiture et l'emmener ainsi que Nelson et Milhouse en balade. Les enfants ont dit à leurs parents qu'ils se rendaient au Canada pour participer à un rodéo de grammaire... En réalité, ils vont à l'Exposition internationale de Knoxville dans le Tennessee. Arrivés là-bas, ils découvrent que la fête n'existe plus depuis plusieurs années déjà. Après quelques bêtises, ils se retrouvent sans voiture ni argent. Leur dernière ressource est d'appeler Lisa au secours...